# Communauté de communes Grand Sud Tarn et Garonne
Die Communauté de communes Grand Sud Tarn et Garonne (offizielle Schreibweise auch: Communauté de communes Grand Sud Tarn-et-Garonne) ist ein französischer Gemeindeverband mit der Rechtsform einer Communauté de communes im Département Tarn-et-Garonne in der Region Okzitanien. Sie wurde am 9. September 2016 gegründet und umfasst 25 Gemeinden (Stand: 1. Januar 2019). Der Verwaltungssitz befindet sich in der Gemeinde Labastide-Saint-Pierre.

## Historische Entwicklung
Der Gemeindeverband entstand mit Wirkung vom 1. Januar 2017 durch die Fusion der Vorgängerorganisationen
- Communauté de communes Garonne et Canal,
- Communauté de communes Garonne et Gascogne und
- Communauté de communes du Terroir Grisolles Villebrumier.

Mit Wirkung vom 1. Januar 2018 verließ die Gemeinde Lacourt-Saint-Pierre den hiesigen Verband und schloss sich der Communauté d’agglomération Grand Montauban an.
Am 1. Januar 2019 folgte die Gemeinde Escatalens.

## Mitgliedsgemeinden
| Gemeinde                                         | Einwohner 1. Januar 2022 | Fläche km² | Dichte Einw./km² | Code INSEE | Postleitzahl |
| ------------------------------------------------ | ------------------------ | ---------- | ---------------- | ---------- | ------------ |
| Aucamville                                       | 1.552                    | 22,91      | 68               | 82005      | 82600        |
| Beaupuy                                          | 274                      | 11,81      | 23               | 82014      | 82600        |
| Bessens                                          | 1.470                    | 9,27       | 159              | 82017      | 82170        |
| Bouillac                                         | 577                      | 30,45      | 19               | 82020      | 82600        |
| Bourret                                          | 974                      | 16,48      | 59               | 82023      | 82700        |
| Campsas                                          | 1.472                    | 15,01      | 98               | 82027      | 82370        |
| Canals                                           | 807                      | 7,35       | 110              | 82028      | 82170        |
| Comberouger                                      | 268                      | 12,22      | 22               | 82043      | 82600        |
| Dieupentale                                      | 1.644                    | 6,14       | 268              | 82048      | 82170        |
| Fabas                                            | 695                      | 6,30       | 110              | 82057      | 82170        |
| Finhan                                           | 1.475                    | 11,48      | 128              | 82062      | 82700        |
| Grisolles                                        | 4.206                    | 17,60      | 239              | 82075      | 82170        |
| Labastide-Saint-Pierre                           | 3.763                    | 20,64      | 182              | 82079      | 82370        |
| Mas-Grenier                                      | 1.303                    | 24,66      | 53               | 82105      | 82600        |
| Monbéqui                                         | 656                      | 6,78       | 97               | 82114      | 82170        |
| Montbartier                                      | 1.727                    | 15,01      | 115              | 82123      | 82700        |
| Montech                                          | 6.657                    | 50,14      | 133              | 82125      | 82700        |
| Nohic                                            | 1.384                    | 12,61      | 110              | 82135      | 82370        |
| Orgueil                                          | 1.721                    | 14,03      | 123              | 82136      | 82370        |
| Pompignan                                        | 1.810                    | 12,17      | 149              | 82142      | 82170        |
| Saint-Sardos                                     | 1.135                    | 26,56      | 43               | 82173      | 82600        |
| Savenès                                          | 828                      | 22,57      | 37               | 82178      | 82600        |
| Varennes                                         | 640                      | 14,76      | 43               | 82188      | 82370        |
| Verdun-sur-Garonne                               | 4.914                    | 36,26      | 136              | 82190      | 82600        |
| Villebrumier                                     | 1.349                    | 11,38      | 119              | 82194      | 82370        |
| Communauté de communes Grand Sud Tarn et Garonne | 43.301                   | 434,59     | 100              | –          | –            |